# Neurotenzinski receptor 1
Neurotenzinski receptor tip 1 je protein koji je kod ljudi kodiran  genom.
Neurotenzinski receptor 1 pripada velikoj familiji G-protein spregnutih receptora. NTSR1 posreduje višestruke funkcije neurotenzina, kao što je hipotenzija, hiperglicemija, hipotermija, antinocicepcija, i regulacija intestinalne motilnosti i sekrecije.

## Literatura
1. ↑  Laurent P, Clerc P, Mattei MG, Forgez P, Dumont X, Ferrara P, Caput D, Rostene W (1994). „Chromosomal localization of mouse and human neurotensin receptor genes”. Mamm Genome. 5 (5): 303—6. PMID 8075503. doi:10.1007/BF00389545.
2. 1 2  „Entrez Gene: NTSR1 neurotensin receptor 1 (high affinity)”.

## Dodatna literatura
- Vincent JP (1996). „Neurotensin receptors: binding properties, transduction pathways, and structure.”. Cell. Mol. Neurobiol. 15 (5): 501—12. PMID 8719037. doi:10.1007/BF02071313.
- Vincent JP, Mazella J, Kitabgi P (1999). „Neurotensin and neurotensin receptors.”. Trends Pharmacol. Sci. 20 (7): 302—9. PMID 10390649. doi:10.1016/S0165-6147(99)01357-7.
- Vita N; Laurent P; Lefort S;  . (1993). „Cloning and expression of a complementary DNA encoding a high affinity human neurotensin receptor.”. FEBS Lett. 317 (1-2): 139—42. PMID 8381365. doi:10.1016/0014-5793(93)81509-X.
- Le F, Groshan K, Zeng XP, Richelson E (1997). „Characterization of the genomic structure, promoter region, and a tetranucleotide repeat polymorphism of the human neurotensin receptor gene.”. J. Biol. Chem. 272 (2): 1315—22. PMID 8995438. doi:10.1074/jbc.272.2.1315.
- Boudin H; Pélaprat D; Rostène W;  . (1998). „Correlative ultrastructural distribution of neurotensin receptor proteins and binding sites in the rat substantia nigra.”. J. Neurosci. 18 (20): 8473—84. PMID 9763490.
- Ye X; Mehlen P; Rabizadeh S;  . (1999). „TRAF family proteins interact with the common neurotrophin receptor and modulate apoptosis induction.”. J. Biol. Chem. 274 (42): 30202—8. PMID 10514511. doi:10.1074/jbc.274.42.30202.
- Wang L; Friess H; Zhu Z;  . (2000). „Neurotensin receptor-1 mRNA analysis in normal pancreas and pancreatic disease.”. Clin. Cancer Res. 6 (2): 566—71. PMID 10690540.
- Cusack B; Jansen K; McCormick DJ;  . (2000). „A single amino acid of the human and rat neurotensin receptors (subtype 1) determining the pharmacological profile of a species-selective neurotensin agonist.”. Biochem. Pharmacol. 60 (6): 793—801. PMID 10930533. doi:10.1016/S0006-2952(00)00409-3.
- Oakley RH; Laporte SA; Holt JA;  . (2001). „Molecular determinants underlying the formation of stable intracellular G protein-coupled receptor-beta-arrestin complexes after receptor endocytosis*.”. J. Biol. Chem. 276 (22): 19452—60. PMID 11279203. doi:10.1074/jbc.M101450200.
- Leplatois P; Josse A; Guillemot M;  . (2001). „Neurotensin induces mating in Saccharomyces cerevisiae cells that express human neurotensin receptor type 1 in place of the endogenous pheromone receptor.”. Eur. J. Biochem. 268 (18): 4860—7. PMID 11559354. doi:10.1046/j.0014-2956.2001.02407.x.
- Deloukas P; Matthews LH; Ashurst J;  . (2002). „The DNA sequence and comparative analysis of human chromosome 20.”. Nature. 414 (6866): 865—71. PMID 11780052. doi:10.1038/414865a.
- Lundquist JT, Büllesbach EE, Golden PL, Dix TA (2002). „Topography of the neurotensin (NT)(8-9) binding site of human NT receptor-1 probed with NT(8-13) analogs.”. J. Pept. Res. 59 (2): 55—61. PMID 11906607.
- Somaï S, Gompel A, Rostène W, Forgez P (2002). „Neurotensin counteracts apoptosis in breast cancer cells.”. Biochem. Biophys. Res. Commun. 295 (2): 482—8. PMID 12150975. doi:10.1016/S0006-291X(02)00703-9.
- Martin S, Navarro V, Vincent JP, Mazella J (2002). „Neurotensin receptor-1 and -3 complex modulates the cellular signaling of neurotensin in the HT29 cell line.”. Gastroenterology. 123 (4): 1135—43. PMID 12360476. doi:10.1053/gast.2002.36000.
- Toy-Miou-Leong M; Cortes CL; Beaudet A;  . (2004). „Receptor trafficking via the perinuclear recycling compartment accompanied by cell division is necessary for permanent neurotensin cell sensitization and leads to chronic mitogen-activated protein kinase activation.”. J. Biol. Chem. 279 (13): 12636—46. PMID 14699144. doi:10.1074/jbc.M303384200.
- Magazin M; Poszepczynska-Guigné E; Bagot M;  . (2004). „Sezary syndrome cells unlike normal circulating T lymphocytes fail to migrate following engagement of NT1 receptor.”. J. Invest. Dermatol. 122 (1): 111—8. PMID 14962098. doi:10.1046/j.0022-202X.2003.22131.x.
- Brun P; Mastrotto C; Beggiao E;  . (2005). „Neuropeptide neurotensin stimulates intestinal wound healing following chronic intestinal inflammation.”. Am. J. Physiol. Gastrointest. Liver Physiol. 288 (4): G621—9. PMID 15764810. doi:10.1152/ajpgi.00140.2004.

## Spoljašnje veze
- „Neurotensin Receptors: NTS1”. IUPHAR Database of Receptors and Ion Channels. International Union of Basic and Clinical Pharmacology. Архивирано из оригинала 02. 04. 2012. г.